# Magnus Fiennes
Magnus Hubert Twisleton-Wykeham-Fiennes gewöhnlich verkürzt auf Magnus Fiennes, Aussprache: /ˈfaɪnz/  (* 21. November 1965) ist ein englischer Komponist, Songschreiber, Arrangeur und Musikproduzent. Er hat u. a. mit Shakira, Pulp, Tom Jones, Bond, Marianne Faithfull und Morcheeba zusammengearbeitet. Er selbst spielt Keyboard, Gitarre und Percussion.

## Werk
1997 produzierte er zusammen mit Cameron McVey die Single Never Ever der All Saints, die der Girls-Group den Durchbruch auf dem europäischen und US-amerikanischen Markt brachte. Never Ever belegt auf der  Guinness World Records British Hit Singles - top 100 singles Platz 27,  gewann 1998 zwei BRIT Awards in den Kategorien  British Single und Best British Video und hat im UK zweimal Platin gewonnen.
Magnus Fiennes komponierte die Musik für mehrere Spielfilme, englische TV-Serien sowie für Werbefilme.

## Familie
Magnus Fiennes ist ein Sohn des Fotografen Mark Fiennes (1933–2004) und der Schriftstellerin Jennifer Lash (1938–1993). Aus dieser Ehe stammen ferner die Schauspieler Ralph und Joseph Fiennes, der Umweltschützer Jacob Fiennes sowie die Regisseurinnen Martha und Sophie Fiennes. Als Pflegebruder wuchs Michael Emery (Archäologe) mit ihnen auf. Magnus Fiennes ist verheiratet mit der Pianistin und Komponistin Maya Dokic (Maya Twisleton-Wykeham-Fiennes), mit der er zwei Töchter hat.

## Filmografie (Auswahl)
Kinofilme
- 1997: Preaching to the Perverted
- 1998: Onegin – Eine Liebe in St. Petersburg (Onegin)
- 2005: Chromophobia
- 2010: Donkeys
- 2023: Robots

Fernsehfilme und -serien
- 2003: Pleasureland
- 2005: Peter Cottontail
- 2004–2006, 2012: Hustle – Unehrlich währt am längsten (Hustle, 24 Episoden)
- 2006: Vital Signs (5 Episoden)
- 2006–2007: Murphy’s Law (4 Episoden)
- 2007: Five Days (5 Episoden)
- 2008: The Last Enemy (5 Episoden)
- 2008–2009: The Fixer (12 Episoden)
- 2011: Injustice – Unrecht! (Injustice, 5 Episoden)
- seit 2011: Death in Paradise
- 2015: The Ark
- 2016: Hooten & the Lady (8 Episoden)
- 2019: Curfew (8 Episoden)
- seit 2023: Beyond Paradise (12 Episoden)